# Ameerega macero
Ameerega macero är en groddjursart som först beskrevs av Juan Manuel Rodriguez och Myers 1993.  Ameerega macero ingår i släktet Ameerega och familjen pilgiftsgrodor. IUCN kategoriserar arten globalt som livskraftig. Inga underarter finns listade i Catalogue of Life.

## Bildgalleri

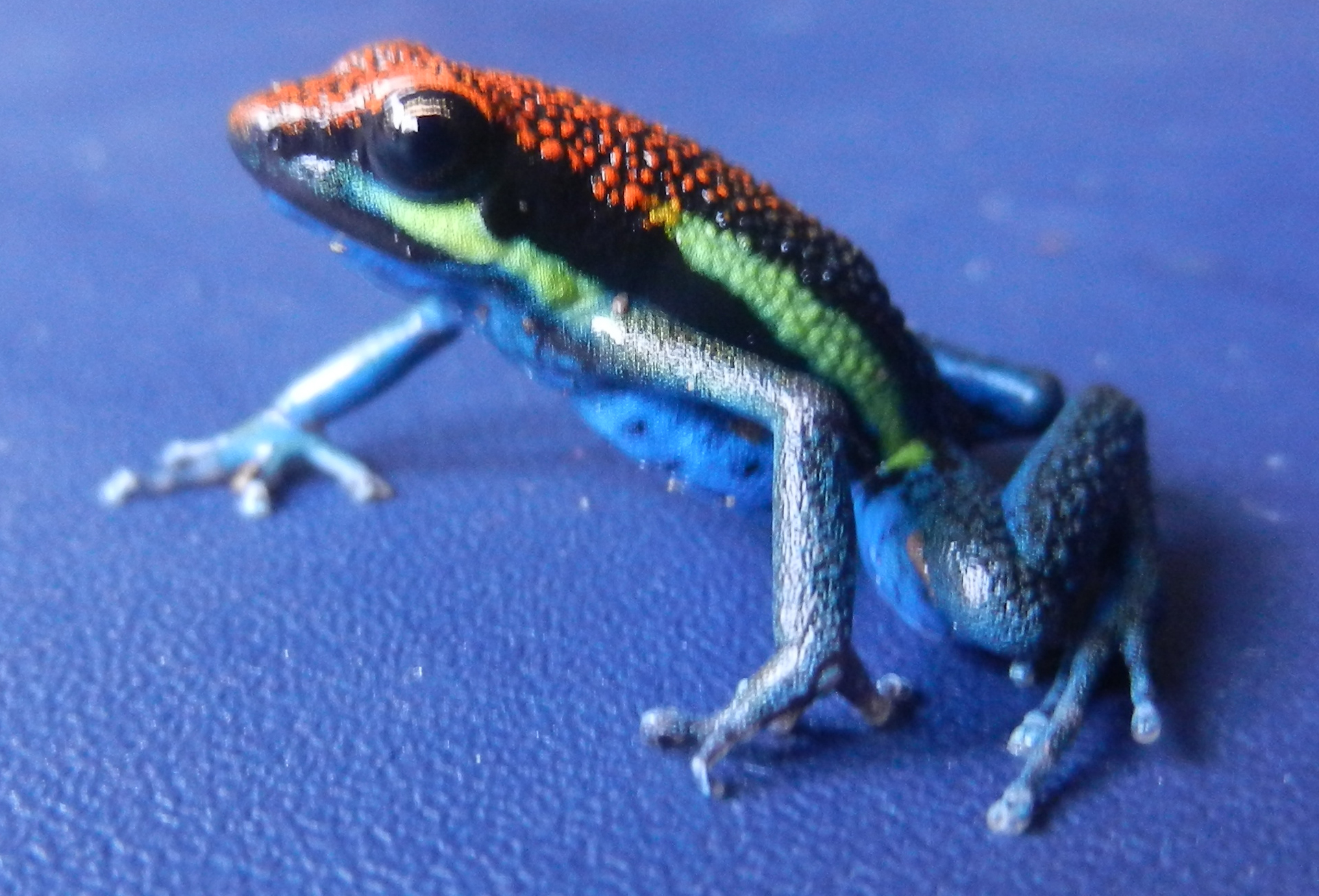
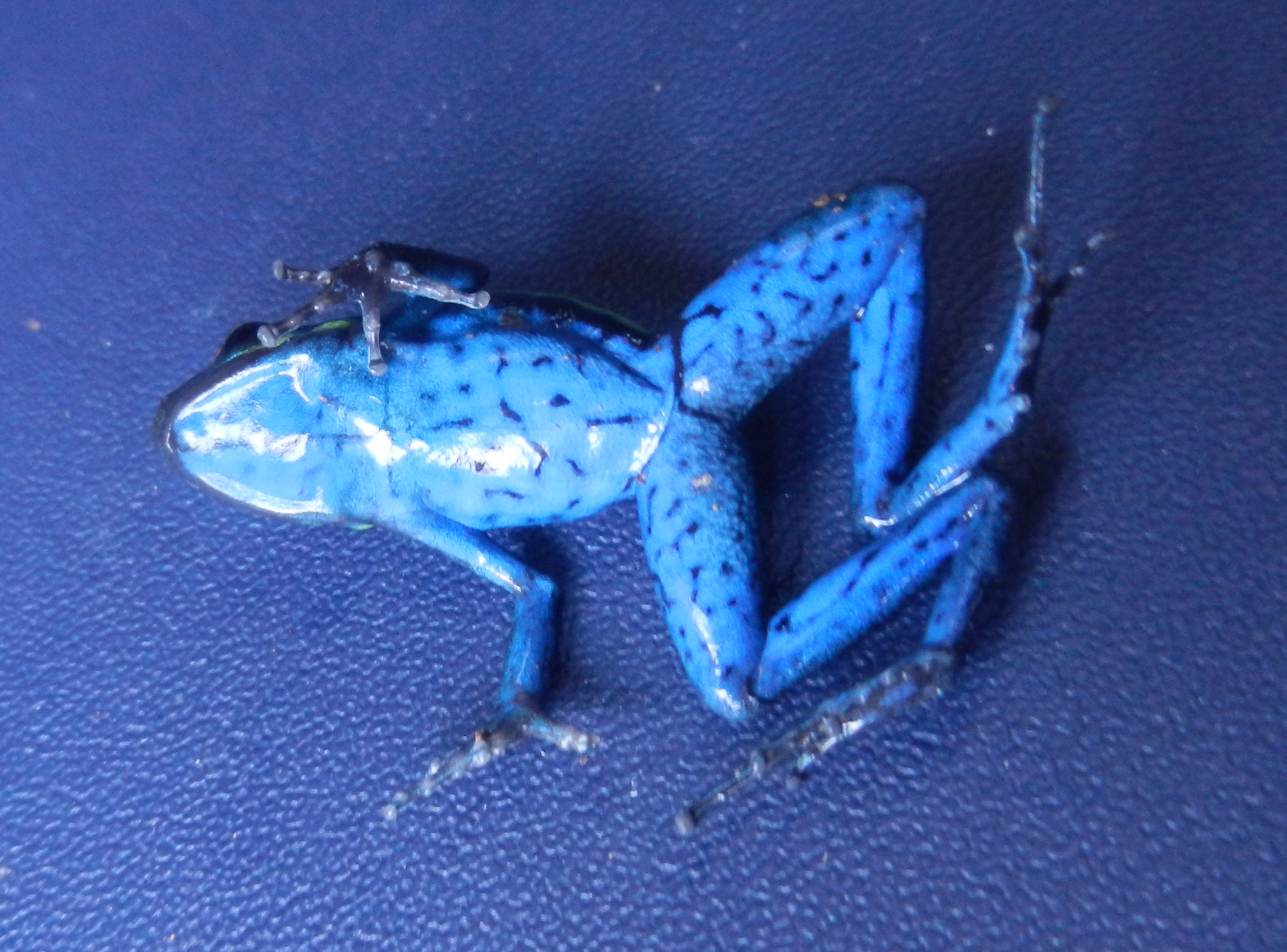